# Việc tiêu hủy lợn chống dịch cúm 2009
Theo sau dịch cúm lợn 2009, các chính phủ khắp thế giới đã ra lệnh tiêu hủy lợn. Tuy nhiên, WHO nhận định rằng không có lý do gì để nghĩ rằng lợn truyền bệnh cúm cho người".

## Ai Cập
Đất nước của các Kim tự tháp ra lệnh tiêu hủy toàn bộ đàn lợn khoảng 350.000 con như một biện pháp phòng tránh sự lây lan của dịch cúm, dù cho tới ngày 29/4 vẫn chưa có ca nhiễm bệnh nào được phát hiện tại Ai Cập. Quyết định này khiến nhiều nông dân địa phương nổi giận. Họ phong tỏa các đường phố và ném đá vào xe của Bộ Y tế đi thực thi mệnh lệnh tiêu diệt lợn. Tại một trại lợn quy mô lớn ở phía bắc thủ đô Cairo, rất đông nông dân đã ra sức ngăn cản đoàn xe gồm xe tải và máy xúc tiến vào tiêu hủy vật nuôi. Họ ném đá và đập phá xe khiến các công nhân không thể thực thi mệnh lệnh.
Một nông dân 46 tuổi có tên Gergí Faris đi kiếm thức ăn cho gia súc bức xúc nói: "Chúng tôi là những người ít học, chỉ cố gắng kiếm sống qua ngày. Giờ nếu đàn lợn của chúng tôi bị đưa đi mà không được đền bù liệu chúng tôi sẽ sống ra sao?". Người chăn nuôi nước này yêu cầu chính quyền định giá đền bù cụ thể cho mỗi con lợn bị cưỡng chế tiêu hủy phòng dịch. Biện pháp kiên quyết của Ai Cập được mở màn trong bối cảnh Tổ chức Y tế thế giới cảnh báo loài người đang đứng trước ngưỡng cửa của đại dịch cúm lợn. Năm 2003 Ai Cập cũng từng thực thi hành động tương tự khi bùng nổ dịch cúm gà tại nhiều nước châu Á và lan tới đây làm hàng chục người địa phương thiệt mạng.
Hầu hết thế giới Hồi giáo đều coi lợn là loài vật bẩn thỉu và không ăn thịt lợn theo quy định của tôn giáo này. Một trang web của các tín đồ đạo Hồi còn đăng bài bình luận cho rằng, dịch cúm lợn là sự báo ứng của Thượng đế Allah đối với "những kẻ phản đạo". Lợn bị cấm hoàn toàn tại một số nước Hồi giáo như Ảrập Xêút, Bahrain, Kuwait, Qatar, Các tiểu vương quốc Ảrập thống nhất và Libya.
Tuy nhiên lợn vẫn được tín đồ của một số tôn giáo thiểu số nuôi và tiêu thụ tại các nước thuộc thế giới đạo Hồi, trong đó có Ai Cập. Ở nước này lợn chủ yếu được cộng đồng người theo Thiên chúa giáo thiểu số chiếm 10% dân số nuôi và tiêu thụ. Bộ Y tế Ai Cập ước tính đàn lợn tại nước này có từ 300.000 đến 350.000 con và họ quyết định cho tiêu hủy toàn bộ ngay lập tức.
Nông dân, cảnh sát đụng độ: Những người nuôi lợn đụng độ với cảnh sát ở thủ đô Cairo ngày 3/5 khi họ cố gắng ngăn chặn đàn lợn của mình bị tiêu hủy theo chủ trương chống cúm lợn của chính phủ Ai Cập. Hàng trăm người, đa số là thanh niên, tại khu ổ chuột Manshiyat Nasr ném đá và chai lọ vào cảnh sát chống bạo loạn, buộc lực lượng này đáp trả bằng hơi cay và đạn cao su nhằm giải tán đám đông tức giận. Những người biểu tình đã xông vào cướp phá một đồn cảnh sát và một sĩ quan phải bắn chỉ thiên để cảnh cáo. 7 cảnh sát bị thương nhẹ trong các vụ đụng độ ở Moqattam trong khi có ít nhất 8 người biểu tình bị thương.

## Jordan
Tại Jordan, chính phủ ra lệnh đóng cửa toàn bộ 5 trại nuôi lợn với tổng số 800 con với lý do vi phạm quy định về an toàn sức khỏe cộng đồng. Một nửa số lợn sẽ bị tiêu hủy, số còn lại được đưa đi nơi khác xa khu dân cư. Trong khi đó, các chuyên gia y tế thế giới cho rằng việc tiêu diệt hàng loạt đàn lợn là hoàn toàn không cần thiết và là hành động lãng phí.

## WHO bảo vệ lợn
Vào thứ sáu, 30 tháng 4 năm2009 Tổ chức Y tế Thế giới tuyên bố sẽ không dùng thuật ngữ "cúm lợn", để mọi người khỏi nhầm tưởng là bệnh cúm do lợn gây ra. Tuyên bố này được đưa ra sau khi Ai Cập bắt đầu chiến dịch tận diệt lợn, vì nước này tưởng làm như vậy có thể ngăn ngừa được căn bệnh cúm gây chết người lúc này. Cơ quan phụ trách nông nghiệp và lương thực của Liên Hợp Quốc rất lo ngại, bởi cụm từ "cúm lợn" gây hiểu nhầm cho người tiêu dùng và khiến một số nước ra lệnh cấm lưu hành các sản phẩm từ lợn, thậm chí cho tiêu hủy đàn lợn. Phát ngôn viên Tổ chức Y tế Thế giới Dick Thompson nói: "Thay vì gọi là cúm lợn... chúng tôi sẽ gọi nó bằng thuật ngữ khoa học, là cúm A/H1N1".